# Route nationale 92
Die Route nationale 92, kurz N 92 oder RN 92, war eine französische Nationalstraße.
Die Straße wurde 1824 in zwei Abschnitten festgelegt. Der erste Abschnitt verlief zwischen Valence und Seyssel und war 75,5 km lang. Von Seyssel und der Schweizer Grenze im Savoie führte die Straße auf einer 60,5 km langen Trasse. Der Straßenverlauf geht dabei auf die Route impériale 111 zurück. Ihre Länge betrug 136 Kilometer.
Obwohl 1860 das Savoie Teil Frankreichs wurde, wurde die N 92 erst 1923 zur Nationalstraßen 206 in Viry verlängert.
1973 wurde die N 92 bis auf den Abschnitt Bourg-de-Péage – Moirans abgestuft. Die Nationalstraße 532 übernahm den Abschnitt von Valence bis Bourg-de-Péage sowie die Nationalstraße 508 die Trasse, die sie unterbrach. 2006 wurde die N 92 endgültig abgestuft.